# دیوید اودورو
دیوید اودورو (انگلیسی: David Oduro؛ زادهٔ ۱۲ ژوئن ۲۰۰۶) بازیکن فوتبال اهل غنا است که در حال حاضر برای باشگاه فوتبال بارسلونا اتلتیک در پست مدافع بازی می‌کند. 
وی همچنین در تیم ملی فوتبال زیر ۲۰ سال غنا بازی کرده است.